# Оленья охота
«Оленья охота» — советский художественный фильм 1981 года, снятый на Ялтинском филиале киностудии им. Горького режиссёром Юрием Борецким по сценарию Михаила Прудникова, Героя Советского Союза (с 1943), члена Союза писателей СССР, бывшего во время Великой Отечественной войны командиром партизанской бригады «Неуловимые» в Белоруссии.

## Сюжет
Действие фильма происходит в 1942 году. Небольшой железнодорожный состав с детьми из Двинского (ныне Даугавпилс) детского дома, которых эвакуируют вглубь страны, попадает под вражескую бомбардировку. После налёта дети оказываются на оккупированной территории в районе, где действует белорусский партизанский отряд. Фашисты решают провести операцию под названием «Оленья охота», считая, что используя детей в качестве заложников и приманки, смогут выманить белорусских партизан и уничтожить отряд. Однако белорусские патриоты планируют свою операцию по спасению детей из плена. Чей план сработает в этот раз и кто победит?

## В ролях
- Александр Яковлев — Василий Трубников
- Николай Гринько — Николай Яковлевич Дашкевич
- Михай Волонтир — Головин
- Всеволод Сафонов — Фибих
- Михаил Жигалов — Майзенкампф
- Евгения Сабельникова — Ольга
- Фёдор Сухов — Михаил
- Игорь Пушкарёв — Кораблёв
- Георгий Назаренко — Глазов
- Александр Голобородько — Стуров
- Пётр Ламан — Николай
- Юрий Кулик — Балоев
- Владимир Шихов — Володя Привалов
- Дмитрий Писаренко — Манфред Рогас
- Стефания Станюта — селянка, приютившая детей
- Ирина Дитц — Саша Павлова, медсестра
- Алексей Милюхин — Василенко
- Хайнц Браун — группенфюрер СС
- Элгуджа Гагишвили — Хорхе
- Владимир Пархомчик — полицай
- Игорь Вознесенский — эпизод